# 水素化ウラン(III)
水素化ウラン(III) または三水素化ウラン (UH3) はウランと水素の化合物である。

## 性質
水素化ウランは灰褐色から黒褐色の粉末または脆い固体で、強い毒性を持ち自己発火性がある。密度は20 ℃において 10.95 で、ウラン単体（19.1）よりも小さい。金属性導電体で、塩酸にはわずかに溶け、硝酸中では分解する。
立方晶であるが温度により結晶構造が変わり、低温で成長させるとα相、250 ℃以上で成長させるとβ相となる。いずれも室温では準安定となるが、α相を100 ℃に加熱するとゆっくりとβ相に変化する。α相、β相とも180 K以下で強磁性をもち、180 K以上では常磁性となる。

## 生成

### 水素との反応
金属ウランを水素雰囲気中に置くと水素脆化を起こす。水素はウランの金属結晶内部に拡散し、結晶粒界を超えて脆い水素化物を生成する。真空中で焼きなましを行うことで水素を除去し、延性を回復させることができる。
金属ウランと水素を250〜300 ℃で反応させると水素化ウランが生成する。さらに500 ℃まで加熱すると水素とウランに分解する。この性質により、水素化ウランは、ウラン炭化物、窒化物、ハロゲン化物と同様に反応性の高いウラン粉末を得る際の出発物質として有用である。この可逆反応は以下の式で表される。
{\displaystyle {\ce {{2U}+{3H2}\ \rightleftarrows \ {2UH3}}}}
水素化ウランは侵入型化合物（金属原子の格子間に非金属原子やイオンが位置する化合物）ではないので、ウランは水素化によって膨張する。結晶格子はウラン原子の周りを6個のウラン原子と12個の水素原子が囲んだ形をしており、水素原子は格子中に大きな四面体状の空間を占めている 。水素化ウラン中の水素密度は水や液体水素とほぼ同じである 。結晶中では水素を介した U-H-U 結合が存在している。

### 水との反応
水素化ウランは金属ウランと水との反応（例えばマグノックス炉（訳注：燃料は金属ウランである）における核燃料の腐食）でも生じる。この反応は、以下の式で表される。
{\displaystyle {\ce {{7U}+ {6H2O}-> {3UO2}+ 4UH3}}}
水素化ウランは自己発火性を持つので、水素化ウランが付着した金属（例えば破損した燃料棒）が空気に触れると高熱が発生して金属ウランが燃え出す場合がある。このため、水素化ウランをヘリウム98%・酸素2%の混合気体中において不動態化させなければならない。また、金属ウランに結露が生じると、そこから水素と水素化ウランが生成する。貧酸素状態では表面に自己発火性の被膜が生じやすい。これは使用済み燃料プールで使用済み核燃料を保管する際に大きな問題となる。水素化物粒子の大きさや分布によって、自己発火が生じるまでの時間が変わってくるため、放射性廃棄物保管施設で燃料デブリが自然発火する恐れがある。
金属ウランに蒸気をあてると水素化ウランと酸化ウラン(IV)が生じる。
水素化ウランは水に触れると水素を発生する。また、強力な酸化剤に触れると発火・爆発することがある。特に有機ハロゲン化合物とは激しく反応する。

## その他の化学反応
ポリスチレン含浸水素化ウラン粉末には自己発火性がなく圧縮も可能であるが、水素-炭素比が好ましくないことから、代わりに水素添加ポリスチレンが1944年に開発された。
重水素化ウランは中性子点火器の設計に利用できるといわれている。
水素減速自己制御原子力モジュールの燃料 兼 減速材としてウラン235を5%に濃縮した水素化ウランを用いるという設計が提案されている。特許出願書類によれば、十分な温度・圧力にした水素ガスを粒状の金属ウランでできた炉心に通じることで水素化ウランが生成し、電力が発生するという。この設計では水素化ウランは核燃料としても減速材としても働く。すなわち、水素化ウラン235が核燃料として働き、他の水素化ウランが核分裂反応を持続できる程度に中性子を減速する。いったん臨界に達すると約800 ℃になるまで動作するが、そこで減速材である水素化ウランが熱分解しはじめるため中性子が減速されなくなり核分裂反応が止まる。すると温度が下がるため再び水素とウランが化合して水素化ウランが生成しはじめ、中性子が減速されて核分裂反応が再開される。このような仕組みにより自己制御性を持つとされる、
水素化ウランジルコニウム (UZrH) はウランとジルコニウムの複水素化物で、小型研究用原子炉TRIGA の燃料 兼 減速材として利用されている。
水素化ウランをジボランと共に加熱するとホウ化ウランが生成する 。また、臭素ととも300 ℃に加熱すると臭化ウラン(IV)が生成し、塩素と共に250 ℃に加熱すると塩化ウラン(IV)となる。フッ化水素とは20 ℃でも反応して四フッ化ウランとなる。一方、塩化水素や臭化水素、ヨウ化水素とは300 ℃で反応して塩化ウラン(III)、臭化ウラン(III)、ヨウ化ウラン(III)となる。アンモニアとは250 ℃で反応して窒化ウラン(III)となる。硫化水素とは250 ℃で反応して硫化ウラン(IV)となる。酸素とは20 ℃で反応して八酸化三ウランとなり、水と350 ℃で反応して酸化ウラン(IV)となる。
質量分析を行う際、水素化ウランによって質量数239にピークが現れることがあり、プルトニウム239と誤認されることがある。

## 歴史
水素化ウランはウランの臨界量を決定するための実験群（リチャード・P・ファインマンは "tickling the dragon's tail"、「竜の尾をくすぐるようなもの」と呼んで批判していた）で利用された（ここで使われたのがデーモン・コアである）。
水素化ウランおよび重水素化ウランは水素化ウラン爆弾の核分裂物質として検討され、マンハッタン計画初期の1943年には有望な素材と考えられていたが、1944年春には非効率であるとして放棄されていた。1953年にアップショット・ノットホール作戦において実験が行われたが失敗に終わっている。

## 用途
水素、重水素、三重水素をいったんウランと反応させて水素化/重水素化/三重水素化ウランとしたのち、熱分解させることで高純度化させることが行われており、超高純度水素を得る手法として何十年にも渡って利用されている。水素化ウランの熱分解は真空装置内に水素を導入するのに非常に便利な手法である。ウランが水素化ウランとなる際に膨張し、しかも脆く砕けやすくなることから、超高純度のウラン微粉末を製造する際には水素化ウラン粉末を熱分解する方法が用いられる。水素化ウランは水素の同位体分離にも利用できる。この場合は金属ウラン粉末を還元剤として用いる。